# Тиинск (разъезд)
Тиинск — опустевший разъезд в Тиинском сельском поселении Мелекесского района Ульяновской области.

## География
Находится у железнодорожной линии Ульяновск — Димитровград на расстоянии примерно 8 километров на северо-запад по прямой от районного центра города Димитровград.

## История
Разъезд «Тиинск» был открыт в 1900 году на линии станция «Часовня-Пристань» (у слободы Канава) — станция «Мелекес» Волго-Бугульминской железной дороги. Назван по селу Тиинск.
В 1990-е годы работал СПК «Лесные Поляны».  Ныне фактически заброшен.

## Население
В 1996 году на разъезде еще было учтено 8 жителей. Но уже в 2002 году жителей не осталось.